# Andrena perimelas
Andrena perimelas är en biart som beskrevs av Cockerell 1905. Andrena perimelas ingår i släktet sandbin, och familjen grävbin. Inga underarter finns listade i Catalogue of Life.